# Hotel Jadran (Kosovska Mitrovica)

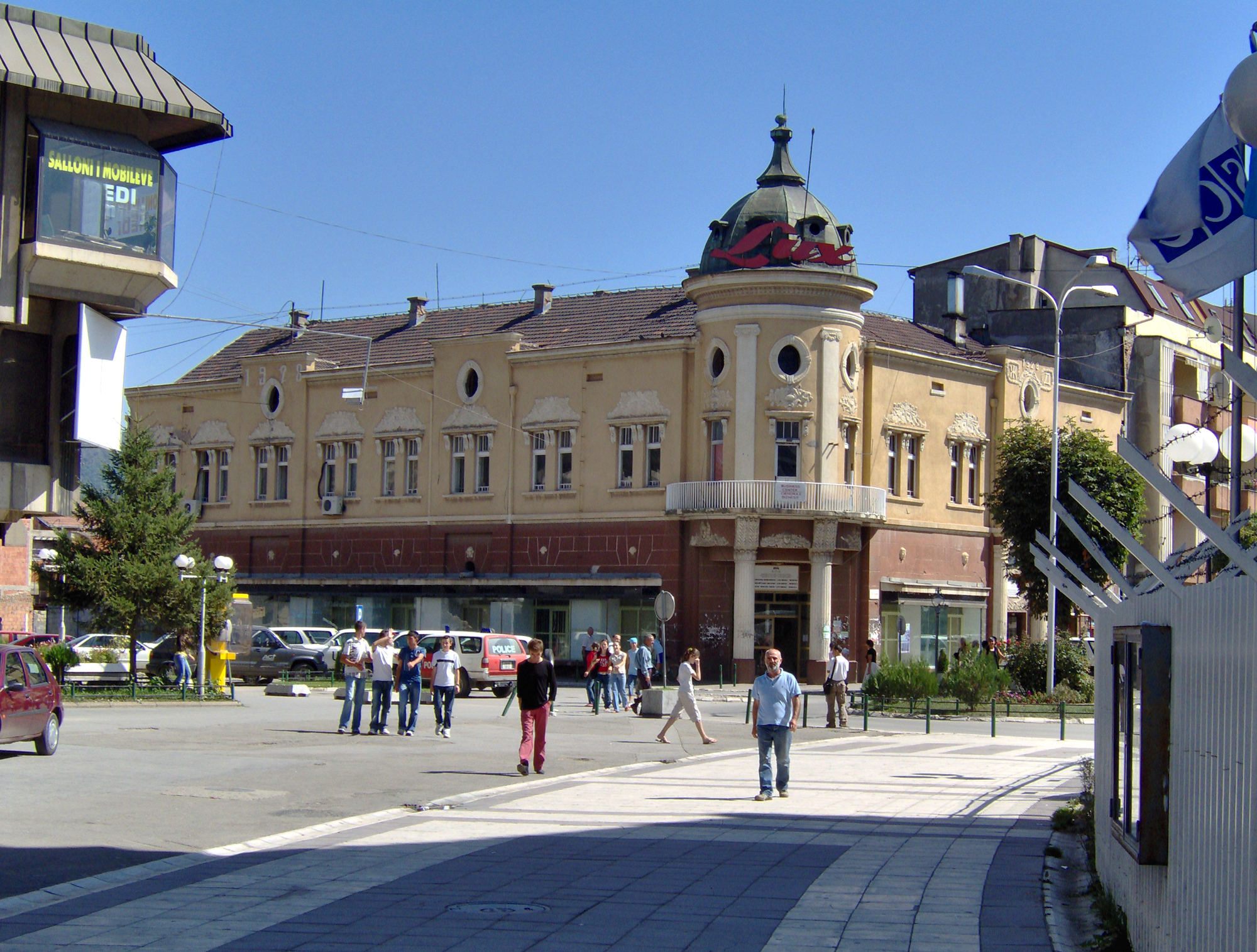
Budova v roce 2006.

Hotel Jadran se nachází v jižní části města Kosovska Mitrovica na severu Kosova, na náměstí Adema Jashariho. Jedná se v současné době o kulturní památku, která byla zbudována v roce 1928 a jeden ze symbolů dnes rozděleného města.
Jednopatrový rohový hotel má ve svém rohu umístěnu dominující kupoli. Přestože byla budova zbudována až v 20. letech 20. století, vznikla s nápadnými secesními prvky. S výjimkou přízemí, kde docházelo k přestavbám prostor, které dnes slouží jako obchody, nebyl hotel nikterak vážněji upravován. Vzorem pro výstavbu této stavby byl hotel Union, který vyrostl v centru Prištiny roku 1927.
Budovu hotelu nechala zbudovat zámožná rodina Žarkovićů v dobách existence Království SHS. Po druhé světové válce ji převzal stát a sloužila jako administrativní sídlo společnosti NT LUX, poté také jako městské knihovna Latif Berisha. V současné době je v soukromém vlastnictví a její přízemí zaplňují obchody.